# Меру (вулкан)
 Тази статия е за Меру (вулкан).  За други значения вижте Меру.  
Меру (на английски и на английски: Meru) е втората по височина планина в Танзания и четвърта в Африка след Килиманджаро, Кения и Рувензори. Известна е още с имената Черната планина, Олдойньо и Орок. Представлява активен стратовулкан и е едно от най-примамливите места за алпинистите в Източна Африка. Разположен е в сърцето на Националния парк Аруша, на около 70 km югозападно от Килиманджаро и на 45 km от град Аруша. Вулканът е част от Източноафриканския рифт, една от най-впечатляващите структури на Земята. През 1967 г. е включен официално в територията на парка.

## Откриване за европейците
Първият европеец, който описва планината Меру е немският изследовател Карл фон дер Декен, достигнал тази област през 1862 г. През 1882 г. отново е описана от немския военен лекар и изследовател на Африка Густав Фишер, а през следващата година – и от шотландския изследовател Джоузеф Томсън. През 1887 г. австро-унгарският граф Самуел Телеки и членовете на неговата експедиция проникват през гъстите гори по ниските склонове на планината и оттам виждат Килиманджаро. Името на първия европеец, изкачил Меру е спорно. Предполага се, че това е Carl Uhlig през 1901 г. или доктор Фриц Йегер през 1904 г.

## Описание
Меру се намира в северната част на Танзания на около 70 km от Килиманджаро и в ясно време оттук се вижда връх Ухуру. На юг в подножието му се намира град Аруша, на югозапад се простира Масайската степ, на изток е платото Шира и след него връх Ухуру (Кибо), а на северозапад се виждат териториите около езерото Натрон.
Съществуват данни, че някога планината е била по-висока от Килиманджаро, но върхът ѝ се е сринал след едно масивно изригване на вулкана. Най-високият връх на планината се нарича Връх на социализма и се издига на около 4565 m над морското равнище, доминирайки над ландшафта на парка. Това име на върха все по-рядко се използва, като обикновено се заменя с Меру. На върха е поставено двуметрово метално знаме на Обединена република Танзания, както и издълбан в бетонна плоча надпис, маркиращ точната височина и името на върха.
Доста по-ниско от него се намира връх Малък Меру, издигащ се на 3795 m над морското равнище. Малък Меру е почти гол.
Билото минава по западния край на калдерата, над драматичния и все още активен Пепелен конус вътре в нея. Вътрешността на кратера и по-ниските склонове са гъсто залесени и представляват смесица от гъсти гори и голи скали. Горната част на склоновете обаче представляват голи безплодни пространства от черен вулканичен прах и случайни огромни застинали парчета лава. До върха се стига по тясно, голо било, откъдето се разкрива прекрасна панорамна гледка към Пепелния конус на планината. Върхът на планината се намира точно под прага на вечния сняг, така че по склоновете му няма ледници или снежни полета.

## Климат
Планината Меру попада в зона с два сезона – сух от юли до март и дъждовен. На около 3500 m надморска височина обикновено се струпват облаци, така че върхът на планината често е скрит от погледа.

## Геология
Меру представлява активен стратовулкан с ширина на калдерата 5 km. Преди около 7800 години при едно от силните си изригвания, вулканът е избухнал странично, при което е разрушил източните си склонове, докато тези на север, юг и запад са останали непокътнати. По тази причина най-високата част на вулканичния конус има формата на подкова, отворена на изток. При тази ерупция масивни отломки и лахари (потоци от вода, вулканична пепел, пемза и други минерали) стигат чак до западните части на Килиманджаро. Следите от това изригване обхващат 1500 km2 на североизток, изток и югоизток. От дъното на кратера се издига нов тесен конус от парчета застинала лава и огромни скали, изкачващи се нагоре по кратерния склон и стигащи почти до върха. По всички страни на вулкана се наблюдават паразитни конуси и куполи от лава, а долната северна част е обсипана с маари.
Исторически активният Пепелен конус е плод на многократни изригвания на вулкана в по-ново време. Представлява симетричен конус, завършващ с кратерен отвор, разположен доста по-ниско от върха, на дъното на опустошената от ерупции калдера. Между него и стената на калдерата има втори отдушник, от който понякога изтича лава и постепенно запълва голяма част от дъното ѝ. Съществуват и няколко малки конуса и кратери, които са резултат от множеството епизоди на вулканична дейност. По високите склонове през различни по размер пукнатини се издигат изпарения, а от други извират горещи води. Това говори за високи температури близо до повърхността и е един от факторите, които определят вулкана като действащ.
Планината завършва със стръмен конусовиден връх, а една от отвесните скали се издига над 1500 m над дъното на кратера. Тя е призната за една от най-високите скали в света и е притегателна сила за алпинисти от целия свят.
През последните 100 години са докладвани слаби изригвания, като при тях пепелният конус продължава да увеличава височината си. Последното изригване, което е съвсем слабо, става през 1910 г.

## Вулканична активност
Известни са четири изривания на вулкана Меру, като годините на ерупция на някои от тях не са уточнени:
- 5850 г. пр.н.е. (предполагаема година) – Изригването е експлозивно и става централно от калдерата. Потичат кални потоци, лахари, лава, а отломки се пръскат на голямо разстояние.
- 1878 ± 1 година – експлозивно изригване от централния отдушник с вулканичен експлозивен индекс 2, т.е. изхвърлят се над 1 000 000 m3 вулканичен материал, а пепелта се издига на височина между 1 и 5 km. По склоновете се стичат лавови потоци.
- 1886 г. – изригване от Пепелния конус с вулканичен експлозивен индекс 0, т.е. изхвърлят се по-малко от 10 000 m3 материал, а височината е под 100 метра. По склоновете се стичат лавови потоци.
- 26 октомври 1910 г. – Експлозивна ерупция от Пепелния конус с вулканичен експлозивен индекс 2, т.е. изхвърлят се над 1 000 000 m3 вулканичен материал, а пепелта се издига на височина между 1 и 5 km. По склоновете се стичат лавови потоци. Изригването приключва на 22 декември 1910 г.

## Вулканични образувания
По-големите вулканични конуси, съпътстващи главния конус, надморската им височина и местоположение:
- Малък Меру – 3795 m – 3,22°S и 36,78°E
- Пепелен конус – 3669 m – 3,23°S и 36,77°E
- Great Domberg Hill – 1551 m – 3,35°S и 36,95°E
- Кратерът Матуфа – 3,35°S и 36,98°E

Лавови куполи и местоположението им:
- Bastion Hill – 3,28°S и 36,88°E
- Burlow Hill – 3,27°S и 36,82°E
- Button Hill – 3,17°S и 36,72°E
- Naigonesoit – 3,15°S и 36,73°E
- Songe – 3,15°S и 36,78°Е
- Tululusia – 3,23°S и 36,83°E

## Флора и фауна
Изкачването на планината минава през няколко различни растителни пояса, всеки с характерния за него животински свят. По-сухолюбивите гори в долните части постепенно отстъпват на гъстите тропически гори, които още по-нагоре преминават в храстовидна растителност. Към върха на планината растителността се състои от редки и ниски храсти, които накрая преминават в пусти, голи хълмове.
В подножието на планината преобладават акациеви гори и савани. Склоновете на вулкана са изключително плодородни, с много потоци и гъсти гори. По тях шумят каскади от планински ручеи, спускат се водопади, расте яркочервено многогодишно растение от род книфофия Kniphofia uvaria, а от дърветата висят снопове испански мъх. По-високите зони са обсипани с гигантски лобелии, които достигат до 12 m височина, за разлика от около 50 сантиметровите си представители в Европа. Тук често се срещат ярко розовата горска слабонога (циганче) и калуната (Calluna vulgaris) – пълзящ вечнозелен храст с розови цветове. За няколко месеца след кратките дъждове през ноември склоновете на планината се изпъстрят с яркочервените кълбовидни цветове на слонското ухо (Scadoxus multiflorus). Върху планинската стръмнина се намира и свещеното хвойново дърво, под което племената са провеждали жертвени церемонии по време на продължителна суша. Тропическите гори обхващат териториите до 2900 m надморска височина.
Вътрешността на кратера и по-ниските склонове са гъсто залесени и са смесица от буйни гори и голи скали. Горната част на склоновете обаче представляват голи безплодни пространства от черен вулканичен прах и случайни огромни застинали парчета лава.
Плодородните гористи склонове се издигат над околната савана и се наблюдава голямо разнообразие на дивата природа, включително около 400 вида птици, както прелетни, така и постоянни обитатели. Тук могат да се срещнат чукоглава чапла, гъска от вида Plectropterus gambensis, чапли, кълвачи, папагали жако, птица-секретар и още много други.
Подножието на вулкана и самата планина са дом на много диви животни. Районът е обитаван от слонове, големи стада от кафърски биволи, зебри, водни козли, брадавичеста свиня, дива свиня, жирафи, хипопотами, хиени. Антилопите са представени от бушбок и дикдики. Макар и рядко, тук могат да се срещнат и леопарди.
Районът се слави с многобройните си примати. Планината е и добро място да се наблюдава това разнообразие – интересните черно-бели колобуси, диадемен гвенон (Cercopithecus mitis), коткоподобни маймуни верветки (Chlorocebus pygerythrus), бабуини, галаго.
Гъстите гори са изпъстрени с многобройни видове пеперуди, хамелеони и по-малки влечуги.

## Население
Южните и източните склонове на планината са гъсто населени. Тъй като са изложени на ветрове, които донасят до тях дъждоносни облаци и са добре напоявани, по тях са организирани обширни кафеени плантации.

## Туризъм
Достигането на върха пеш изисква 3 – 4 дни сериозно изкачване. Има един добре маркиран официален път до него, по който са разположени две хижи. Неофициалните маршрутите по западните и северните склонове на планината са незаконни. Туристите задължително са придружени от рейнджъри, тъй като често се срещат значителен брой биволи и други диви животни. Най-подходящото време за такова дълго и трудно пътуване е между юни и октомври и от декември до февруари.
Официалният маршрут „Момела“ започва от входа „Момела“ в източното подножие на планината на 1500 m надморска височина. След около два часа достига до водопада Maio и няколко живописните поляни. Пресича река Ngarenanyuki и се промушва под изрязана арка в огромно старо смокиново дърво. Преминава край връх Малък Меру, по северния ръб на кратера и по билото достига до върха. Първата хижа по този маршрут „Мириакамба“ се намира на 2514 m надморска височина и може да бъде достигната по два начина. Единият е по по-кратък, но доста стръмен път, а другият – по-лек маршрут с по-плавно изкачване, който на някои места минава покрай река Jekukumia. Съществува и път, сравнително подходящ за коли, който стига почти до самата хижа. В близост до нея, се виждат останки от сечища и дъскорезници от колониалната епоха, както и открити тревни площи, останали след тяхната дейност.
Между „Мириакамба“ и следващата хижа „Saddle Hut“, почти по средата на пътя, се намира местността Elephant Ridge, от която се открива прекрасна гледка към кратера и Пепелния конус. Пътят до хижата минава през обширни терени с храстовидна растителност и отнема от 4 до 6 часа изкачване, а самата тя е разположена на надморско ниво 3570 m. Всъщност „Saddle Hut“ представлява струпване на няколко бараки, изградени съвсем близо една до друга в седловината между двата върха на планината – Меру и Малък Меру.
Разстоянието от нея до върха се изминава за около 5 часа. Пътят е стръмен и често разкалян. На 3800 m надморска височина е разположена местността Rhino Point, а на 4350 m – Cobra Point, от която до върха се стига за един час доста стръмно изкачване. При сериозно застудяване или при силни ветрове преминаването над Rhino Point е изключително трудно. Счита се, че разходката по кратерния ръб дава възможност да се види една от най-впечатляващите гледки в света.